# 制服 (2003年电影)
《制服》是一部2003年剧情片，也是原为导演张扬和施润玖等编剧的刁亦男的导演处子作。该片由胡同制作公司制片，作为全球电影项目的一部分在美国由第一运行剧情公司以DVD的形式发行。
影片讲述一个背运的年轻人王小建偶得一件似乎被遗弃的警察制服。穿上它后，王小建发现他可以对他人和自己产生影响和控制。该片在2003年温哥华国际电影节上首映，赢得龙虎大奖。它也在一些其他国际电影节上映，其中著名的有鹿特丹国际电影节，它在该节上成为唯一参选老虎奖的中国影片。

## 制片
最初，《制服》于2002年9月在刁亦男的家乡陕西省通过数字视频进行低成本拍摄。该片是刁亦男首次出现在镜头背后，他曾和北京独立制片公司艺玛电影技术有限公司合作做编剧和临时演员，最著名的是在《明日天涯》中和余力为合作。
余力为和导演贾樟柯都在《制服》的制片过程中担任刁亦男的艺术顾问。 该片的制作组还包括贾樟柯和余力为的合作伙伴，其中包括剪辑师周强（见《任逍遥》等）和制片人李杰明（见《小武》等）。

## 情节
王小建（梁宏理）是中国工业省份陕西一小镇一个穷困潦倒的懒汉。他的父亲，一个工厂工人，已经病倒了，小建一家前景黯淡。小建在家里的裁缝干洗店忙于工作，一天，偶得一件警官的新干洗的制服。他在送还它的时候得知拥有它的警官受伤了，几周内不能重返岗位。在漫步回家的路上，小建决定试试穿上制服。
随着人们把小建误认作警官，小建的生活突然发生了改变，小建也很快从中获利。他开始利用制服，停住摩托车和公交车驾驶员，勒索贿赂来支付父亲的医药费。他还用制服追求一个美丽的店员郑莎莎（曾雪琼）。当他们越来越频繁地约会时，事态明朗了，小建并不是唯一一个过着双重生活的人……

## 反响

### 获奖和提名
- 2003 温哥华国际电影节
  - 龙虎大奖
- 2004 鹿特丹国际电影节
  - 大赦国际 - 国家奖 - 特别表扬奖
  - 亚洲电影促进联盟奖 - 特别表扬奖